# Vlegyászatanya
Vlegyászatanya település Romániában, Szilágy megyében.

## Fekvése
Déstől északnyugatra fekvő település

## Története
Vlegyászatanya viszonylag újonnan alakult település.
Nevét 1913-ban említették először írásos források, ekkor Csicsókápolna tartozékának írták.
1974-ben Galgó község faluja volt.